# Governo provvisorio della Somalia
Il Governo provvisorio della Somalia, guidato da Ali Mahdi Mohamed, venne creato subito dopo il collasso della Repubblica Democratica Somala. Dal novembre 1991 al 1995, Ali Mahdi Mohamed godette del riconoscimento internazionale come presidente presso la comunità internazionale a seguito della Conferenza di Gibuti del tenutasi tra il 15 e il 21 luglio 1991. Ali Mahdi venne eletto Presidente della Somalia ad interim per un periodo di due anni, ma grazie alla legittimità conferitagli dalla conferenza di Gibuti, il suo governo venne riconosciuto da diversi Stati, inclusi Gibuti, Egitto, Italia e Arabia Saudita.
Tuttavia, il suo governo non fu in grado di esercitare la propria autorità al di fuori di certe parti della capitale Mogadiscio. Il potere era infatti conteso con altri capi di fazioni nella parte meridionale del Paese e con entità subnazionali nel nord. In particolare, la competizione per il potere e per le risorse tra Ali Mahdi e Mohammed Farah Aidid continuò durante le missioni ONU in Somalia dal 1992 al 1995 (UNOSOM I, UNOSOM II, e UNITAF), sino alla morte di Aidid nel 1996.